# Págoi
Págoi (Pagoi) är en ort i Grekland.   Den ligger i prefekturen Nomós Kerkýras och regionen Joniska öarna, i den västra delen av landet, 400 km nordväst om huvudstaden Aten. Págoi ligger 170 meter över havet och antalet invånare är 304. Den ligger på ön Korfu.
Terrängen runt Págoi är kuperad åt sydost, men åt nordväst är den platt. Havet är nära Págoi åt sydväst. Runt Págoi är det ganska tätbefolkat, med 214 invånare per kvadratkilometer. Närmaste större samhälle är Agios Georgis, 1,7 km norr om Págoi. I omgivningarna runt Págoi växer i huvudsak blandskog.